# Draba tomentosa
Draba tomentosa — вид квіткових рослин з родини капустяних (Brassicaceae). Ареал: Європа (Австрія, Болгарія, Словаччина, Франція, Німеччина, Італія, Польща, Швейцарія, Словенія).

## Екологія
Населяє відкриті скелі, скельні стіни та ущелини, виключно на вапняку та доломіті, у субальпійському та альпійському діапазоні. Потребує вологих, багатих гумусом ґрунтів.

## Біоморфологічна характеристика
Це волохата багаторічна рослина 3–15 см заввишки. Кореневище розгалужене. Стебло пряме, волохате. Приземні розетки листків щільні; листки оберненояйцеподібні, цільнокрайові або з 1–2 зубцями, тупі, сіро-повстяні з зірчастими волосками; стеблових листків 1–3, широкояйцеподібні, сидячі. Суцвіття — китиця, із 3–14 квіток; чашечка 2 мм, волосиста; пелюстки віночка білі або блідо-жовті 4–5.5 мм; плідна китиця подовжена. Плід (короткий стручок) еліпсоїдний, густоволосистий, 5–10 × 2–4 мм, закруглений на кінцях, по краях і часто на поверхнях з короткими простими волосками. Цвіте з червня по серпень. 2n=16.